# أزناڭن
أزناڭن هي قرية ريفية في إقليم ورززات ضمن درعة تافيلالت بالمغرب. تجتمع فيها مجموعة من الدواوير بما مجموعه 45 دوارا، بينما كان مجموع عدد سكان البلدية 12.040 نسمة يعيشون في 1.872 أسرة. (تعداد السكان الرسمي 2004)، سكانها يتكلمون باللغة الأمازيغية.